# El Rey de la Tierra
El Rey de la Tierra es el trigésimo octavo episodio de la serie animada de televisión Avatar: la leyenda de Aang y el décimo octavo capítulo de la segunda temporada.

## Sinopsis
El capítulo comienza con el grupo en las afueras del Lago Laogai, aunque Toph dice a todos que es hora de irse de Ba Sing Se y Katara apoya su idea. Sokka los convence de que importante recibir el apoyo del reino Tierra para poder atacar a la Nación del Fuego, luego de que Aang señala que con el regreso de Appa no hay forma de que los detengan. El grupo se dirige al palacio del Rey de la Tierra.
Sin embargo, Long Feng ha avisado al Rey que el avatar y sus amigos planean tomar el palacio y ha reunido un gran ejército para defender el palacio y evitar que Aang le informe al Rey de la guerra. Después de una dura batalla Aang y sus amigos llegan hasta la sala del trono y como muestra de confianza se rinden.
El Rey de la Tierra ordena que los apresen pero al observar que su oso mascota Bosco, se acerca con agrado a Aang, el Rey acepta escucharlos. Aang muestra la marca en la pierna de Long Feng, ocasionada por la mordida de Appa, por lo que el Rey accede a acompañarlos a que le muestren la verdad.
Al mismo tiempo Zuko se desmaya y luego se le halla en cama, cae en fiebre debido a que tiene una gran confrontación espiritual por haber liberado a Appa y dejar de perseguir a Aang, su tío Iroh lo cuida mientras tanto, Zuko tiene sueños donde es el Señor del Fuego y no tiene la marca en su rostro. Mientras una parte de él le dice que salga del sueño la otra le dice que se quede (ambas representadas por dos dragones).
Después de llevar al Rey al Lago Laogai para mostrarle los cuarteles secretos de los Dae Lee, descubren que Long Feng se les adelantó y ha destruido la entrada al sus cuarteles. El Rey les reclama por haberle mentido y ordena que los arresten, pero Sokka le dice que deben ir a la muralla exterior, el Rey se enfada diciendo que no les creerá más. Pero Sokka logra convencerlos de acompañarlos al decirle que viajará en Appa.
Ya en el muro exterior le muestran al Rey el taladro con el que Azula trató de invadir Ba Sing Se, en ese momento aparece Long Feng acompañado de dos agentes Dai Li diciendo que la máquina era para remodelar el muro, luego el Rey ve el símbolo de la nación del fuego; pero Long Feng dice que las piezas son importadas, el Rey Tierra no le cree más y ordena a los Dai Li apresarlo. El Rey se siente triste porque cree que es un tonto al no haberse enterado nunca de la guerra. Sin embargo, Aang le dice que no hay tiempo de lamentarse y hay que planear una ofensiva contra la Nación del Fuego durante el eclipse y le previene de los poderes del cometa que espera el Señor del Fuego para terminar la guerra.
Uno de los generales aparece ante el Rey e informa que al registrar las habitaciones de Long Feng han encontrado algunos documentos. Ahí Aang encuentra una carta del Templo del Aire donde un gurú le dice que puede enseñarle a controlar el estado Avatar, Toph recibe una carta de su madre que está en Ba Sing Se y quiere verla, mientras que Katara y Sokka se enteran de donde está su padre.
El grupo decide separarse, Aang se dirigirá al Templo Aire del Este, Sokka a la bahía con su padre, Toph irá a ver a su madre y Katara se quedara para ayudar a organizar el plan de ataque en contra de la Nación del Fuego. Cuando todos se están despidiendo, el Rey es informado que un grupo de guerreras ha venido a unirse a la lucha "Las guerreras de Kyoshi", Sokka le dice que son amigas suyas por lo que el Rey accede a recibirlas como invitadas de honor.
Zuko despierta después de su larga lucha espiritual. Toph va a buscar a su madre, pero todo resulta ser una trampa y es capturada por el Maestro Yu y Xin Fu. Después de una ceremonia el Rey les da la bienvenida a las guerreras de Kyoshi, que resultan ser Azula, Mai y Ty Lee disfrazadas.
- Datos: Q8773397